# Theodor Thomsen
Theodor Thomsen (20 de março de 1904 — 14 de maio de 1982) foi um velejador alemão, medalhista olímpico. Ele competiu nos Jogos Olímpicos de Verão de 1952 na classe Dragon e conquistou a medalha de bronze, ao lado de Erich Natusch e Georg Nowka.
Thomsen começou no Kiel Yacht Club. Em 1936 fez parte da tripulação de Hans Lubinus na classe de 6 Metre, que conquistou o campeonato alemão. Na regata olímpica de 1936 na região de Kiel, o barco ficou em sexto lugar após ser desclassificado em dois dias de regata. Em 1942, Thomsen conquistou outro título do campeonato alemão na mesma classe.